# René Mioch
René Mioch (Waalwijk, 6 maart 1959) is een Nederlands journalist, radio- en televisiepresentator en multimediaproducent.

## Biografie

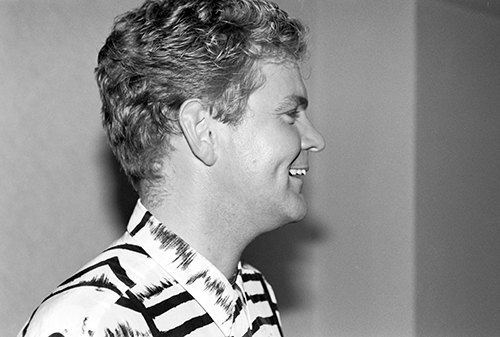
René Mioch in 1992

Mioch studeerde aan de Vrije Universiteit Amsterdam, wat hij combineerde met zijn baan als radiojournalist voor de NCRV. Nog daarvoor werkte hij als stagiair bij de ziekenomroep van het St. Lucas Andreas Ziekenhuis in Amsterdam, waar hij - zo bleek later - op 24 oktober 1977 het laatste interview met Mathilde Willink hield, de avond voor haar dood.
Vanaf 1985 maakte hij televisieprogramma's over film, waaronder Veronica Film, Films en sterren en Mioch versus Goderie, samen met Jac. Goderie.
Rene Mioch is de oprichter van de Rembrandt Awards (sinds 1992 de publieksprijs voor film en series).
Ook is hij vrijwel wekelijks te gast bij programma’s als Shownieuws, Jinek, Beau, Tijd voor Max en Op1 waar hij spreekt over film en de filmwereld.
Mioch had kleine rollen in speelfilms en televisieseries als Loverboy, Vet Hard, Isabelle en Toon.
Mioch werd in 2006 lid van The International Academy of Television Arts & Sciences, de organisatie die jaarlijks de Emmy Awards uitreikt.
In 2011 ontving hij de eerste Gouden Ere-Rembrandt voor 25 jaar filmprogramma's op de Nederlandse televisie.
Mioch is samen met Ziggo, een van de producenten de Entertainment Experience. Vanuit dat project produceerde hij de eerste user generated film Steekspel geregisseerd door Paul Verhoeven. In april 2013 won hij een Digital Emmy Award voor het concept van de Entertainment Experience.
Tot december 2019 was Mioch betrokken bij het door hem opgerichte bedrijf FCCE.
Sindsdien is hij zelfstandig content producent.
Hij presenteert tevens bedrijfsevenementen, panels en premières.
Sinds 2021 tourt René Mioch door het land met de theatershow René Mioch in het Theater. Daarin vertel hij over zijn ontmoetingen met de sterren en zijn leven in de wereld van de film.
Sinds 2022 is Mioch presentator van de Cinemusic Experience: een serie avondvullende concerten waar een groot orkest filmmuziek speelt en fragmenten van de films op een groot scherm te zien zijn. De concerten staan gepland tot mei 2026.
Samen met regisseur Ate de Jong maakt Mioch de scheurkalenders van 2022+2023+2024: "Make My Day". De kalender bestaat uit bekende en minder bekende quotes uit films. In november 2024 wordt de kalender voor 2025 gepresenteerd.
Mioch is de vaste filmspecialist in een serie documentaires geproduceerd voor de Duitse zender Kabel Eins.
In november 2020 werd Rene Mioch ridder in de Orde van Oranje-Nassau vanwege zijn inzet voor de Nederlandse filmindustrie.
In januari 2022 ontving Mioch van de Nederlandse filmindustrie de Jan Nijland Zilveren Roos. Volgens het juryrapport is Mioch een icoon geworden van de Nederlandse cinematografie vanwege 'zijn aanstekelijk enthousiasme en interesse voor film, vooral voor de filmmakers vóór en achter de camera, alsmede de vele door hem gemaakte en gepresenteerde filmprogramma’s.'